# John Pule
Pour les articles homonymes, voir Pule (homonymie).
John Puhiatau Pule (né à Liku, Niue, 1962,) est un artiste et écrivain niuéen.
Pule habite et travaille à Auckland, en Nouvelle-Zélande, il écrit des poèmes et des romans et son œuvre inclut aussi des dessins, des films ou des performances sur la cosmologie niuéenne, sur le christianisme, sur les migrations humaines ou sur le colonialisme.

## Œuvres
- Sonnets to Van Gogh and Providence, 1982
- Flowers after the Sun, 1984
- Bond of Time , 1985[2].
- The Shark that Ate the Sun (Ko E Mago Ne Kai E La)[4], 1992.
- Burn My Head in Heaven [5] (Tugi e ulu haaku he langi), 2000
- Restless people (Tagata kapakiloi), 2004.